# Observatorio (estación del Tren El Insurgente)
Observatorio será una de las estaciones que formarán parte del tren El Insurgente, será la terminal oriente de la única línea existente del sistema. Se ubicará al poniente de la Ciudad de México, en la alcaldía Álvaro Obregón.

## Información general
Su nombre se debe a la cercanía de la sede del Servicio Meteorológico Nacional donde se construyó el Observatorio Astronómico Nacional en 1899. La terminal se ubica en el lado norte de la estación Observatorio del Metro de la Ciudad de México.
Su icono es el domo de un observatorio,esto como referencia a que aquí existio el Observatorio Astronómico Nacional, mismo que después al ser desafectado de sus funciones, se cedió al Servicio Meteorológico Nacional.
La estación se inaugurará a finales de 2024. 

### Conexiones
Existirán conexiones con las estaciones y paradas de diversos sistemas de transporte:
- La estación contara con un CETRAM renovado para una óptima fluidez de usuarios, así como embarque y desembarque de pasajeros más óptimo (esto con el fin de eficientar las llegadas y salidas de colectivos locales y que operan rutas dentro de la Ciudad de México así como otras rutas que operan de manera metropolitana hacia el Estado de México en algunos municipios conurbados cercanos).

- Al lado de la estación se ubica la Terminal Central de Autobuses del Poniente.

- En un futuro será conectada a la Línea 1 del Metro de la Ciudad de México, así como también a la Línea 12 del mismo sistema de transporte colectivo .

## Sitios de interés
- Hospital ABC

- Prepa 4 de la UNAM

- Vocacional 4

- UVM plantel observatorio

- Plaza Comercial Observatorio(Misma que Cuenta con una tienda de autoservicio Bodega Aurrera)

- Mercado de Zona José María Pino Suárez

- Servicio Meteorológico Nacional,Antes Observatorio Astronómico